# جاكوندا
جاكوندا بلدية في ولاية بارا في المنطقة الشمالية من البرازيل. يعتمد جزء كبير من اقتصادها على قطع الأشجار.